# 北風正造
北風 正造（きたかぜ しょうぞう、天保5年2月11日（1834年3月20日） - 明治28年（1895年）12月5日）は、江戸時代末期から明治時代の日本の商人。古代から続いた兵庫の豪商北風家に婿養子に入り、家督相続。幕府御用掛を勤めながら、資金面から勤皇の志士を後援した。
維新後は友人でもある初代兵庫県知事・伊藤博文と共に、兵庫および神戸の発展に貢献した。神戸駅用地（約24万m²）を無償提供した事でも知られる。しかし、新政府が藩閥組織の様相を呈してくるや、理想とのギャップから官職を辞退。ジョセフ・ヒコ（浜田彦蔵）等を使って茶の輸出事業を興す等、家業・商業に専念するが、大番頭の別家 喜多文七郎死後、使用人の不祥事、物品思惑購入の失敗が相次ぎ、終に倒産し、失意の中、東京で客死した。
維新関係文書は本人が焼却したと伝えられ、西郷隆盛、伊藤博文等と維新前から知己があった。神戸事件で事態解決のため派遣されてきた東久世通禧とは七卿落ちの時手助けした関係でよく知った間柄であった。その他、多くの勤皇の志士と面識があったといわれている。

## 経歴
- 1834年3月20日（天保5年2月11日） 山城国紀伊郡竹田村（現在京都市伏見区竹田内畑町）の郷士、長谷川織部景則の次男として生まれる。景則は後に鳥羽天皇の山陵長となり、母・三宅登士子は有栖川宮家の老女・祐筆を勤めた。初名は尚之輔憲成。第64代北風荘右衛門貞常は大叔父。
- 1842年～1848年 関白九条尚忠・道隆（最後の藤氏長者）父子に近仕。
- 1849年 鳥取藩士・河田左久馬に武芸を習う。正造はこの頃から中谷謙助の偽名を用い、勤皇の志士として活動する。
- 1850年 先に北風嫡家第65代当主荘右衛門貞和の養子に入っていた実兄・北風荘次郎貞寿が病没。
- 1851年 勤皇僧・月照から勤皇活動を資金面から支えて欲しいと勧められ、不本意ながら兄の後釜として婿養子となり、北風荘一郎貞知（後に第66代荘右衛門 正造 貞忠）と名乗る。
- 1859年 長谷川右門貞則（第64代荘右衛門貞常の嫡男北風荘三郎）の女・宇多との間に長男・彦一（後に貞雄）誕生。
- 1863年 兵庫来訪中の一橋慶喜から直々に鷲（竜？）頭巻金側時計を賜る（紀州藩の借金申出を「北風は、廻船業で、金貸屋ではない」と断った事で、正造をなだめに来た）。
- 1868年 １月兵庫鎮台に東久世通禧が任ぜられ、寺島宗則、伊藤俊輔が外務事務掛秦艦一郎が民政御用掛が任につき北風正造は運上所用達（税関）を命じられる。東征大総督有栖川宮熾仁親王に駿馬（正造の愛馬）と3000両を寄付。一触即発状態の姫路藩と官軍との仲介（15万両と引換で姫路城を守る）。神戸事件。自衛・治安維持の必要から約150名から成る兵庫隊を結成、英国式操練を行う。湊川神社創立建議。学事振興の為、明親館を設立。商法司判事（兵庫在勤）、兵庫県会計官として出仕。
- 1869年 通商司、為替会社頭取に任命。10月、兵庫県権大属に任命。
- 1870年 廻漕会社頭取に任命。
- 1872年 兵庫米会社頭取に任命。
- 1873年 教部省検訓導に任命。藩閥政治に反発、伊藤博文の忠告を聞かず、官職を辞任。
- 1874年 兵庫新川開鑿事業担任に任命。
- 1877年 米商会所設立、元締就任。第73国立銀行創立、初代頭取就任。
- 1880年 交詢社発足時社員。
- 1882年 神戸船橋会社、輸出製茶改良会社設立。
- 1883年 維新の功により正七位に叙任。
- 1884年 脳症にて病臥。湊川付替（神戸港の良港化）建議。
- 1885年 東山避病院用地3畝歩を兵庫県に寄付。12月第一回目の倒産。伊藤博文、旧姫路藩主酒井家より援助、持直す。
- 1889年 日本汽船会社設立（3年後瓦解）。
- 1893年 12月北風商店　倒産。収拾不能に陥る。
- 1894年 神戸病院へ入院。入院中に家、倉庫、家財一切が債権者により差押えとなる。
- 1895年 12月5日東京にて客死（享年62）。兵庫 能福寺に葬られる。
- 1915年 11月10日、従五位を追贈された[1]。

## 北風家
伝説によれば、北風家は第八代孝元天皇の曾孫彦也須（ひこやす）命を家祖とする。6代彦連（彦麻呂？）が神功皇后より兵庫一帯の管理を委任されたという。後に白藤姓を名乗った。1336年44代白藤惟村が、京都から敗走する足利尊氏を北風の強い日に軍船に火を放って大勝し、新田義貞から喜多風貞村の名を下賜された。後に北風姓に改める。その後、北風家の本家は2家に分かれ、宗家は六右衛門、嫡家は荘右衛門を代々名乗った。宗家は酢の販売、嫡家は海運業を主に取扱い、繁栄した。江戸時代、北風家は主要7家に分かれ、兵庫十二浜を支配した。